# Helen Dean King
Helen Dean King (* 27. September 1869 in Owego, New York; † 7. März 1955 in Philadelphia, Pennsylvania) war eine amerikanische Biologin. Bekanntheit erlangte sie vor allem durch ihre Beteiligung an der Züchtung der Wistar-Laborratte, einem Rattenstamm genetisch homogener Albinos, der für die biologische und medizinische Forschung bestimmt ist.

## Leben und Werk
Geboren in Owego, New York schloss sie 1892 das Vassar College ab und promovierte 1899 am Bryn Mawr College in Biologie mit einer von dem Embryologen und Genetiker Thomas Hunt Morgan betreuten Arbeit. Ihr Hauptfach war die Morphologie. Nach ihrem Abschluss blieb sie am College als Stipendiatin und studentische Hilfskraft in Biologie von 1897 bis 1904.
Von 1899 bis 1907 unterrichtete King Physiologie an der Miss Baldwin's School in Bryn Mawr und war zwischen 1906 und 1908 Forschungsstipendiatin an der University of Pennsylvania, wo sie ab 1908 als Assistentin für Anatomie tätig war. Nach 1909 arbeitete sie mehr als 40 Jahre lang am Wistar-Institut, zunächst als Assistentin und schließlich 1927 als Professorin für Embryologie, wo sie bis zu ihrer Pensionierung 1949 blieb.
Gleichzeitig beschäftigte sie sich zeitweise als Assistentin in Woods Hole, Massachusetts mit Problemen der Geschlechtsdetermination.
Zudem wurde King im Jahr 1937 Vizepräsidentin der American Society of Zoologists, war von 1924 bis 1927 Mitherausgeberin des Journal of Morphology and Physiology und von 1922 bis 1935 Redakteurin des Bibliographiedienstes des Wistar-Instituts.

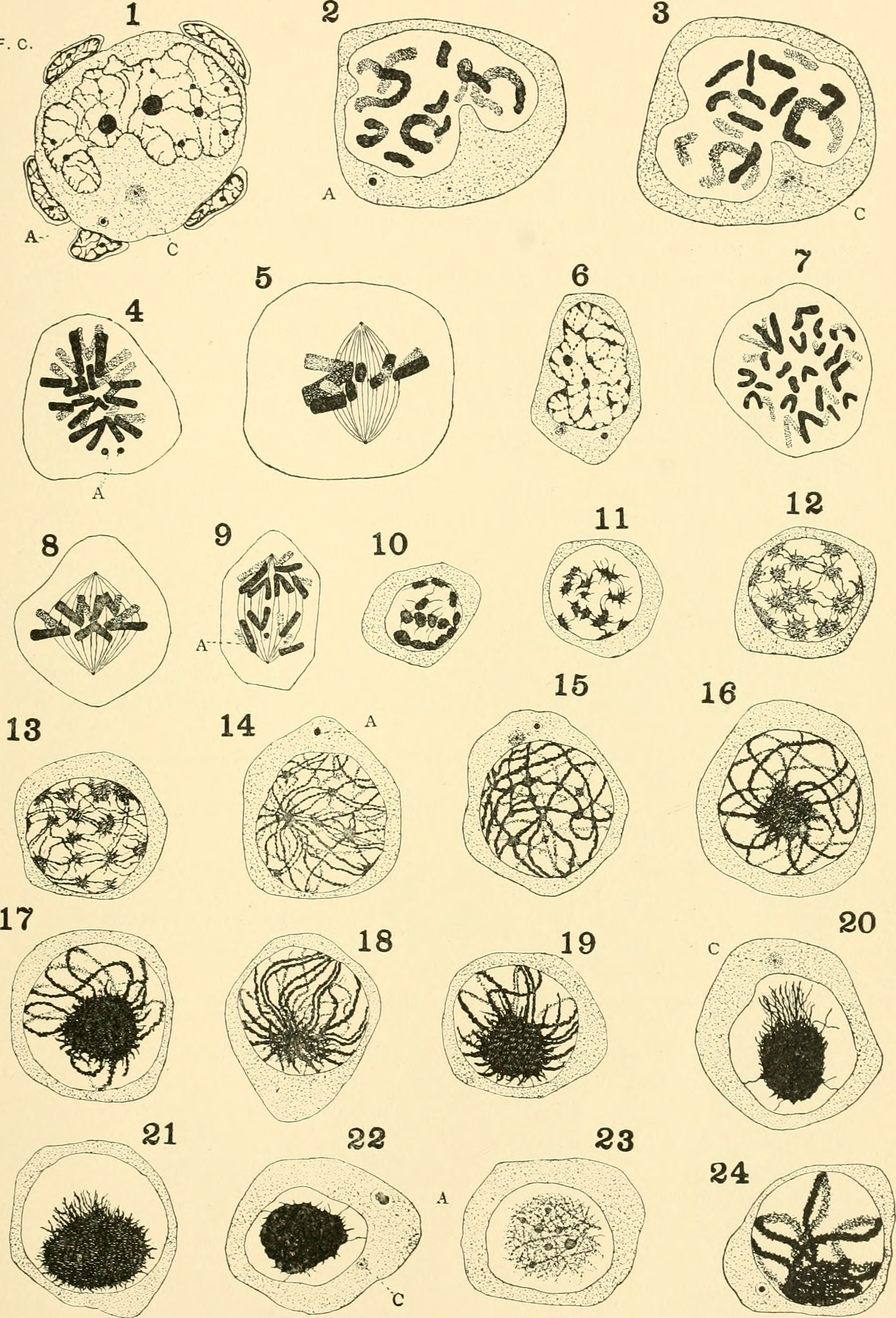
Helen Dean King, “The Spermatogenesis of Bufo lentiginosus,” Aus: American Journal of Anatomy, Band VII, 1907–1908.

Sie starb im Alter von 85 Jahren am 7. März 1955 in Philadelphia, Pennsylvania.

## Forschung
Kings wissenschaftliche Forschung konzentrierte sich weitgehend auf Studien mit Inzuchtratten, wobei sie sich besonders für Fragestellungen, die sich auf den Menschen beziehen lassen, interessierte. So sammelte sie Daten aus akribischen Experimenten an Laborratten, die durch Inzucht fast homozygot zueinander waren, was die Forschung erleichterte. In späteren Jahren verlagerte sie ihren Schwerpunkt auf die Forschung an grauen Wanderratten.

## Auszeichnungen
- Ellen Richards Forschungspreis der Association to Aid Scientific Research for Women (1932)

## Veröffentlichungen (Auswahl)
- King, Helen Dean. "On the weight of the albino rat at birth and the factors that influence it." (Veröffentlicht in The Anatomical Record no. 3, 1915)
- King, Helen Dean. "Studies on inbreeding. I. The effects in inbreeding on the growth and variability in the body weight of the albino rat." (Veröffentlicht in Journal of Experimental Zoology 26, 1918)
- King, Helen Dean und Henry Herbert Donaldson. "Life processes and size of the body and organs of the gray Norway rat during ten generations in captivity." (Veröffentlicht in American Anatomical Memoirs, 1929)
- King, Helen Dean. "Life processes in gray Norway rats during fourteen years in captivity." (Veröffentlicht in American Anatomical Memoirs, 1939)